# Asher Peak
Asher Peak är en bergstopp i Antarktis. Den ligger i Västantarktis. Inget land gör anspråk på området. Toppen på Asher Peak är 2 480 meter över havet.
Terrängen runt Asher Peak är huvudsakligen kuperad. Trakten är obefolkad. Det finns inga samhällen i närheten.